# Выласте
Вы́ласте, ранее также Вы́ыласты (эст. Võõlastõ)— деревня в Печорском районе Псковской области России. Входит в состав сельского поселения «Круппская волость».
Относится к нулку Тсятски исторической области Сетумаа.

## География
Расположена на севере района в 9 км к северо-западу от волостного центра, деревни Крупп. В 4 км к западу от деревни проходит граница РФ с Эстонией.

## Население
Численность населения деревни по состоянию на конец 2000 года составляла 1 житель.
| 2001 | 2002 | 2010 |
| ---- | ---- | ---- |
| 1    | ↗3   | ↘0   |